# Stade Mayol
Das Stade Mayol ist ein Rugby- und Fußballstadion in der französischen Stadt Toulon im Département Var. Es befindet sich am Rande des Stadtzentrums, in unmittelbarer Nähe des Fährhafens. Das im Jahr 1920 eröffnete Stadion ist die Spielstätte des Rugby-Union-Vereins RC Toulon, der in der obersten Liga Top 14 vertreten ist. Es bietet Platz für 15.500 Zuschauer und ist nach dem aus Toulon stammenden Sänger Félix Mayol benannt.

## Geschichte
1919 bot Félix Mayol dem RC Toulon die Finanzierung eines neuen Stadions an. Der Spatenstich war am 26. Juli desselben Jahres. Die Eröffnung wurde am 28. März 1920 mit einem Fußball- und einem Rugbyspiel gefeiert. Bereits 1921 plante die Stadtverwaltung den Abriss des Stadions. Es sei lediglich eine temporäre Anlage und das Gelände solle stattdessen für eine Radrennbahn verwendet werden. Die Diskussionen zogen sich über mehrere Jahre hin, bis diese Pläne schließlich 1936 aufgegeben wurden.
Bei einem alliierten Luftangriff am 23. November 1943 fielen 53 Bomben auf das Stadion und verursachten große Schäden. Renovierungen der Tribünen erfolgten in den Jahren 1947 und 1965 (damals ging das Stadion in den Besitz der Stadt über). Während der Fußballverein Sporting Toulon seit 1955 (Eröffnung des Stade de Bon Rencontre) nur noch sporadisch hier spielt, wird im Stade Mayol seit 1975 das Finale das Tournoi de Toulon ausgetragen. 1983 wurden die Tribünen komplett neu errichtet und ihre Kapazität erweitert. Seit 1990 befindet sich unmittelbar neben dem Stadion ein Einkaufszentrum.